# Isabelle de Hainaut
Isabelle de Hainaut, (aussi appelée Ysabeau, Ysabella de Hainault ou Ysabelle de Hainaut) née le 23 avril 1170, morte le 15 mars 1190 à Paris, fille du comte Baudouin V de Hainaut (vers 1150-1195) et de Marguerite Ire de Flandre (1145-1194), dite Marguerite d'Alsace, comtesse de Flandre. Elle est, par son mariage avec le roi Philippe II de France, reine des Francs de 1180 à 1190.

## Biographie

### Naissance
La naissance d'Isabelle le 23 avril 1170 fut une déception pour son père, le futur Baudouin V de Hainaut, ainsi que pour son grand-père, Baudouin IV car tous deux espéraient un garçon qui serait l'héritier du comté. La naissance, l'année suivante, du futur Baudouin VI fut un soulagement pour tous deux et Baudouin IV décéda paisiblement 4 mois après la naissance de son petit-fils.

### Enfance
Isabelle fut une fille exemplaire, se pliant à l'éducation royale, noble et courtoise, en grande partie auprès de sa mère, Marguerite d'Alsace, qui lui apprit à lire, écrire, réciter ses prières, connaître les normes et dogmes royaux, etc. Ce fut aussi Marguerite d'Alsace qui lui fit savoir qu'on la marierait avec le fils du comte de Champagne. Sachant que son enfance allait s'achever sous peu, Isabelle fut prise d'un grand chagrin. Peu après son dixième anniversaire, elle apprit qu'elle se marierait finalement avec Philippe II de France qui, à cette époque, était âgé de 15 ans et sur le trône depuis peu.
Elle quitta définitivement le monde de l'enfance à l'aube du 24 avril 1180, lorsqu'elle partit à la rencontre de son futur mari.

### Mariage
À la fin du règne de Louis VII, le comte Philippe de Flandre avait proposé au vieux roi sa nièce Ide, fille de son frère Mathieu, comte de Boulogne. Pour renforcer son influence, il négocia au début de 1180 le mariage de sa nièce Isabelle, fille de sa sœur Marguerite et de Baudouin, comte de Hainaut. Le parti flamand, rival du parti champenois, espérait ainsi disposer d'un membre influent à la cour, tout comme l'avait fait le parti champenois, son rival, en faisant épouser Adèle de Champagne à Louis VII en troisièmes noces, ce dernier n'ayant alors que des filles.
Le 28 avril 1180, son mariage religieux avec le roi Philippe Auguste était célébré par les évêques Henri de Senlis et Roger de Laon en l'église de l'abbaye Saint-Nicolas d'Arrouaise, dédiée à la Sainte-Trinité. Les festivités qui suivirent eurent lieu au château de Bapaume à proximité du territoire flamand.
Le lieu du mariage avait été tenu secret par Philippe II de France car sa mère Adèle de Champagne, ses oncles et tout le parti champenois étaient opposés à cette alliance mais Philippe II Auguste y tenait et décida de choisir un lieu en dehors des terres champenoises. Ce désaccord valut à Isabelle de Hainaut une inimitié profonde de la part de sa belle-mère, qui marquait ainsi son désagrément et sa désapprobation, autant qu'elle suscitait le désarroi de sa bru.

### Couronnement

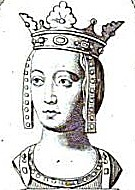
Représentation imaginaire d'Isabelle de Hainaut.

Les grands du royaume furent convoqués au couronnement de la reine, prévu pour le jour de la Pentecôte à Sens et non à Reims, en contradiction avec la tradition de confier à l'évêque de Reims les couronnements. Ce dernier, membre de la famille de Champagne, en conçut un fort mécontentement.
La cérémonie aura finalement lieu en l'abbaye de Saint-Denis, non loin des possessions flamandes du Valois, où l'archevêque de Sens Guy Ier de Noyers, assisté des évêques de Paris et Orléans, oignit et couronna la reine et à nouveau le roi. C'est Philippe d'Alsace, le comte de Flandre, qui porta l'épée lors de la procession. Le parti champenois brilla par son absence. Le roi porta la couronne pendant l'onction de la reine. Selon Rigord, une telle foule se presse dans l'église qu'un officier royal chargé de la contenir cassa accidentellement trois lampes suspendues devant le maître-autel.

### Dot
Si le mariage entre Isabelle et Philippe procure à la famille de Flandre un parent à la cour, il renforce l'intérêt de la royauté pour la région flamande. Le comte de Flandre avait donné en dot à sa nièce l'importante région qui portera plus tard le nom d'Artois et qui comportait les villes d'Arras, Bapaume et Saint-Omer, à condition d'en garder la jouissance de son vivant. L'espoir de réunir l'Artois au domaine royal dépendait cependant de la capacité de la reine Isabelle à donner naissance à un héritier mâle.

### Tentative de répudiation
Bien que très appréciée de certains de ses contemporains, Isabelle ne parvint jamais à gagner l'affection de son mari, notamment en raison du retard dans la conception d'un héritier, quand bien même elle n'ait eu que 10 ans au moment du mariage. En 1183, Philippe Auguste, brouillé avec Philippe d'Alsace, accusé de se ranger au côté de ses adversaires, et son beau-père Baudouin V de Hainaut, saisit l'occasion et commença à envisager de se séparer de sa très jeune épouse.
En mars 1184, la répudiation était décidée. Une assemblée de prélats et de seigneurs réunie à Senlis était sur le point de se prononcer, quand Isabelle, raconte le chroniqueur Gilbert de Mons, pieds nus et habillée en pénitente, fit à pied le tour des églises de la ville et implora Dieu devant le peuple qui l'aimait pour son grand cœur et prit fait et cause pour elle. Les conseillers du roi, parmi lesquels Robert, l'oncle de Philippe d'Alsace, parvinrent à empêcher la répudiation, faisant valoir au souverain que pareille procédure risquait de faire perdre l'Artois à la Couronne. Baudouin de Hainaut trouva finalement un accord avec Philippe Auguste au point que le comté fut envahi et mis à sac par le comte de Flandre.
Le 5 septembre 1187, Isabelle donnait enfin naissance à un fils, le futur Louis VIII. Sa deuxième grossesse lui fut toutefois fatale et le 14 mars 1190, elle donnait le jour à des jumeaux, Robert et Philippe (le premier mourut le jour même, le deuxième trois jours plus tard, le 17 mars 1190), avant de s'éteindre le jour suivant, à peine âgée de dix-neuf ans.
Elle fut inhumée dans le chœur alors tout neuf de la Cathédrale Notre-Dame de Paris, dont la construction avait débuté en 1163, où les funérailles furent célébrées par l'évêque Maurice de Sully.
Malgré la perte d'Isabelle de Hainaut, Philippe II Auguste quitta le royaume pour la croisade en 1190, en compagnie du comte de Flandre.
Isabelle ayant mis au monde un fils, l'Artois alla alors à la couronne de France, comme indiqué dans le traité de mariage.
En 1193, Philippe Auguste se remaria avec la princesse Ingeburge de Danemark, qu'il répudia avant d'épouser Agnès de Méranie.

### Apparence
« La reine Isabelle, de noble taille et aux beaux yeux ». En 1858, lors des travaux de rénovation conduit par Eugène Viollet-le-Duc, son tombeau est retrouvé, sous l'ancien chœur, et le corps d'Isabelle est exhumé : la distance de son pelvis à ses pieds étant de 90 cm, il est probable qu'elle ait mesuré entre 1,72 et 1,75 m. C'est pendant cette exhumation qu'un sceau en argent (aujourd'hui au British Museum) est découvert dans le cercueil de la reine. Peu utilisé de son vivant, il s'agit de l'un des rares sceaux royaux à avoir survécu au Moyen Âge.

## Généalogie
Comme toutes les épouses des rois capétiens à l'exception d'Anne de Kiev, Isabelle de Hainaut descendait de Charlemagne,. Cependant, par rapport à ces dernières, elle en descendait par le compétiteur malheureux d'Hugues Capet, le duc Charles de Basse-Lotharingie, fils du roi Louis IV d'Outremer et frère du roi Lothaire. Elle était d'ailleurs issue de ce prince par ses deux parents. Ce double rattachement au dernier prétendant carolingien permit à certains auteurs comme Gilles de Paris de mettre en avant le thème du retour de la royauté franque à la dynastie carolingienne avec son fils Louis VIII. André de Marchiennes, clerc du monastère de Marchiennes, écrivit une histoire des rois français et de leur succession dans laquelle il retrace l'ascendance carolingienne de Louis et affirme que les Carolingiens sont revenus sur le trône en la personne de Louis VIII. Cette doctrine du reditus regni ad stirpem Karoli Magni, liée à la prophétie de saint Valery, a été étudiée par Karl Ferdinand Werner.

### Lien généalogique paternel avec Charles de Basse-Lotharingie
```
 
Louis
 
IV
 
d'Outremer
 († 954)
   x 
Gerberge de Saxe

   │
   ├─>
Charles de Basse-Lotharingie
 († 991)
       X Adélaïde
        |
        ├─>Gerberge 
           X 
Lambert
 
I
er
 de Louvain
, comte de Louvain († 1015)
             |  
             ├─>
Lambert
 
II
 de Louvain
, comte de Louvain († après le 
21 septembre 1062
)
                 X Oda de Verdun († après 1054)
                  |
                  ├─>
Henri
 
II
 de Louvain
 († 1078/1079), comte de Louvain
                      X Adèle, fille du comte Eberhard de Betuwe
                       |
                       ├─>Ide Louvain († 1139)                       
                          X 
Baudouin
 
II
 de Hainaut
 († 1098)
                           |
                           ├─>
Baudouin
 
III
 de Hainaut
 († 1120) 
                               X Yolande de Gueldre
                               |
                               ├─>
Baudouin
 
IV
 de Hainaut
 († 1171) 
                                 X 
Alix de Namur
 († 1169) 
                                 |
                                 ├─>
Baudouin
 
V
 de Hainaut
 († 1195), comte de Flandre 
                                   X 
Marguerite d'Alsace
 († 1194), comtesse de Flandre 
                                    |
                                    ├─>
Isabelle de Hainaut
 († 1190)                                            
                                       X 
Philippe
 
II
 Auguste
 († 1223)
```

### Lien généalogique maternel avec Charles de Basse-Lotharingie
```
Louis
 
IV
 
d'Outremer
 († 954)
   x 
Gerberge de Saxe

   │
   ├─>
Charles de Basse-Lotharingie
 († 991)
        X Adélaïde de Troyes              
        |
        ├─>Ermengarde († ap. 1013) 
           X 
Albert
 
I
er
 de Namur
, comte de Namur
             |  
             ├─>Hedwige (Hadewide) de Namur 
                 X 
Gérard
 
I
er
 de Lorraine
  († 1070)
                  |
                  ├─>
Thierry
 
II
 de Lorraine
 († 1115), duc de Lorraine
                      X 
Gertrude de Flandre
, fille de 
Robert
 
I
er
 de Flandre

                       |
                       ├─>
Thierry d'Alsace
 († 1168), comte de Flandre                       
                          X 
Sibylle d'Anjou
 fille de 
Foulque
 
V
 d'Anjou

                           |
                           ├─>
Marguerite d'Alsace
 († 1194), comtesse de Flandre 
                               X  
Baudouin
 
V
 de Hainaut
 († 1195), comte de Flandre 
                                |
                                ├─>
Isabelle de Hainaut
 († 1190) 
                                   X  
Philippe
 
II
 Auguste
 († 1223)
```

## Représentations

### Dessins et peintures

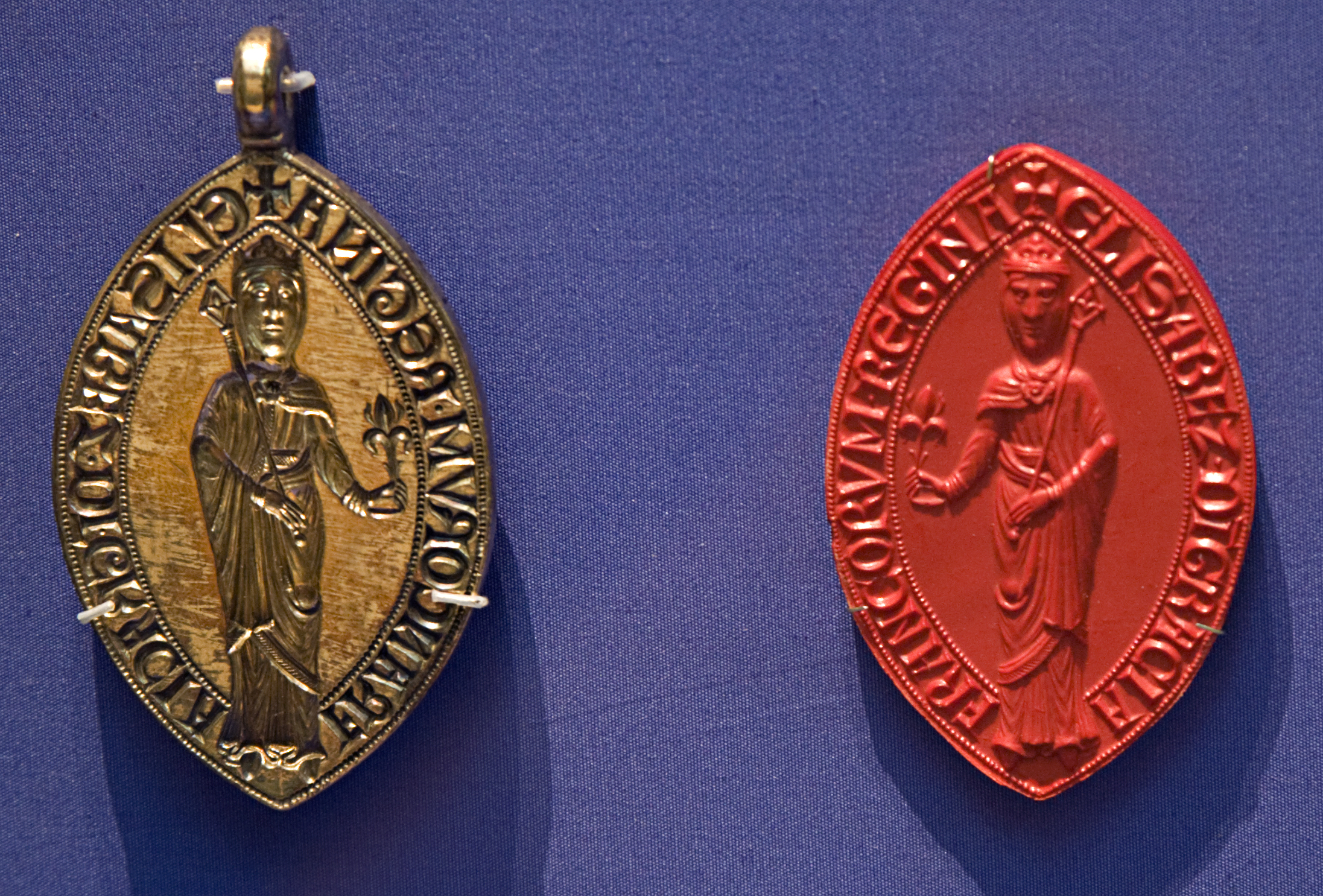
Sceau d'Isabelle de Hainaut au British Museum.
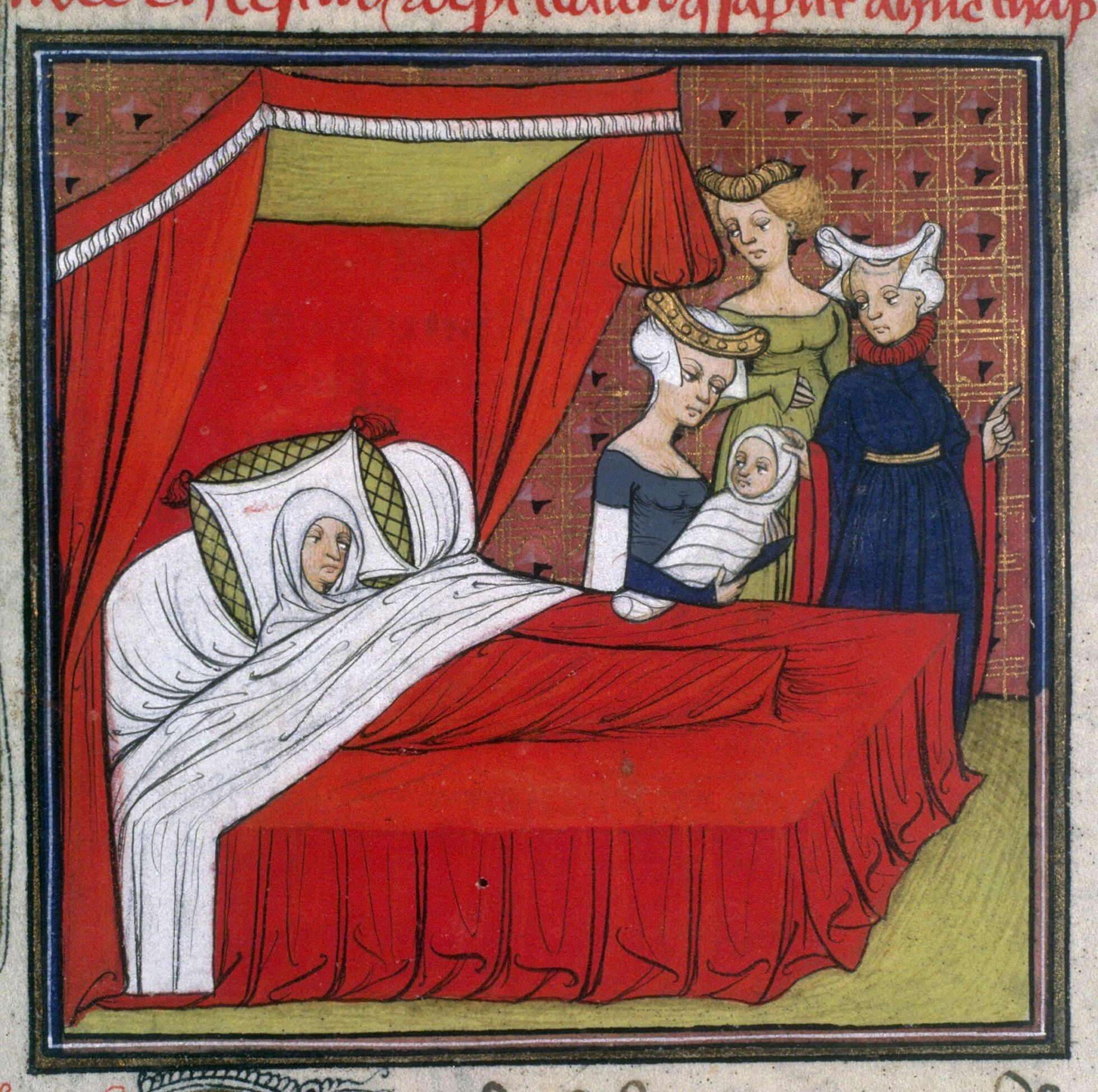
Naissance de Louis VIII fils d'Isabelle de Hainaut.
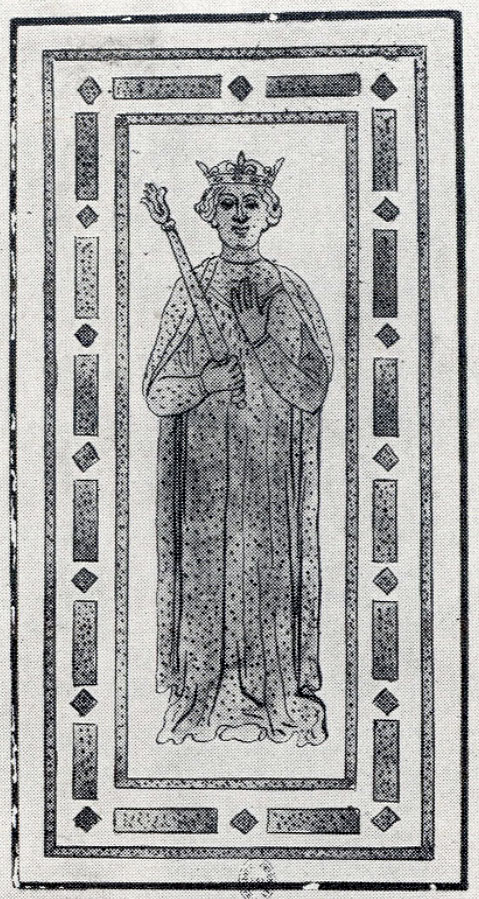
Dalle funéraire d'Isabelle de Hainaut à Notre-Dame de Paris.

### Sculptures
- S - D  -  Isabelle du Hainaut (statue de Henri Lemaire).